# René Viviani
René Viviani (franska: ʁəne vivjani), född 8 november 1863 i Sidi Bel Abbès, död 7 september 1925 i Le Plessis-Robinson, var en fransk politiker. Viviani skapade 1904 tillsammans med Jean Jaurès den socialistiska dagstidningen L’Humanité, och skapade 1905 det socialistiska partiet Franska sektionen av Arbetarinternationalen.
Viviani var konseljpresident 1914–1915. Han var först socialist, men uteslöts ur partiet sedan han ingått i Georges Clemenceaus regering 1906. Han ingick sedan i flera regeringar innan han 1914 blev regeringschef. Under Vivianis tid som regeringschef utbröt Första världskriget. 

## Källförteckning
1. 1 2  senat.fr, senat.fr-ID: senateur-3eme-republique/viviani_rene0627r3.[källa från Wikidata]
2. ↑  Frankrikes nationalförsamling (red.), Sycomore, Sycomore-ID: 7368, läs online, läst: 9 oktober 2017.[källa från Wikidata]
3. ↑  Gemeinsame Normdatei, läst: 31 december 2014.[källa från Wikidata]
4. ↑  Tjeckiska nationalbibliotekets databas, NKC-ID: xx0224314, läst: 18 december 2022.[källa från Wikidata]
5. ↑  senat.fr, senat.fr-ID: senateur-3eme-republique/viviani_rene0627r3, läst: 23 april 2022.[källa från Wikidata]
6. ↑  ”René Viviani | Prime Minister, Socialist leader, French Republic | Britannica” (på engelska). www.britannica.com. https://www.britannica.com/biography/Rene-Viviani. Läst 2 juli 2024.